# Felton Jarvis

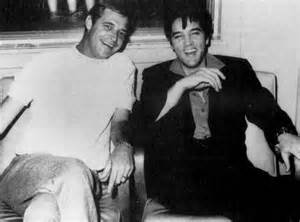
Jarvis (links) und Elvis Presley, 1967

Charles Felton Jarvis (* 16. November 1934 in Atlanta, Georgia; † 3. Januar 1981 in Nashville, Tennessee) war ein US-amerikanischer Musikproduzent und Sänger.

## Werdegang
Jarvis war für die meisten Aufnahmen von Elvis Presley in den Jahren von 1966 bis 1977 als Produzent verantwortlich. Er produzierte außerdem die ersten sechs Alben von John Hartford sowie Künstler wie Tommy Roe, Michael Nesmith, Fats Domino, Jimmy Dean, Fess Parker, Charlie Pride, Carl Perkins, Skeeter Davis, Willie Nelson, Gladys Knight & the Pips, Maria Dallas und Jerry Reed. Er veröffentlichte außerdem in den späten 1950er und frühen 1960er Jahren eigene Singles.
Mitte Dezember 1980 stellte Felton ein neues Elvis-Presley-Projekt fertig, das den Namen Guitar Man trug. Auf diesem befanden sich zehn komplett überarbeitet Songs, bei denen nur die Stimme von Presley „original“ blieb, die Backing Tracks wurden neu aufgenommen. Am 16. Dezember 1980 diskutieren Felton Jarvis und Jerry Flowers, ein Mitarbeiter von RCA Nashville, die Fragen für ein Radiointerview, das eine Woche später anlässlich der Veröffentlichung des Albums stattfinden sollte. Jedoch wurde dieses Interview nie geführt da Jarvis am 19. Dezember 1980 einen Schlaganfall erlitt und in ein Krankenhaus in Nashville eingeliefert werden musste. Dort starb er am 3. Januar 1981 im Alter von 46 Jahren. Das Vorgespräch war allerdings aufgezeichnet worden und beinhaltete nicht nur das Projekt Guitar Man, sondern es wurde auch über Felton Jarvis’ Werdegang besprochen.
Jarvis war verheiratet und hatte einen Sohn.

## Diskografie
Singles

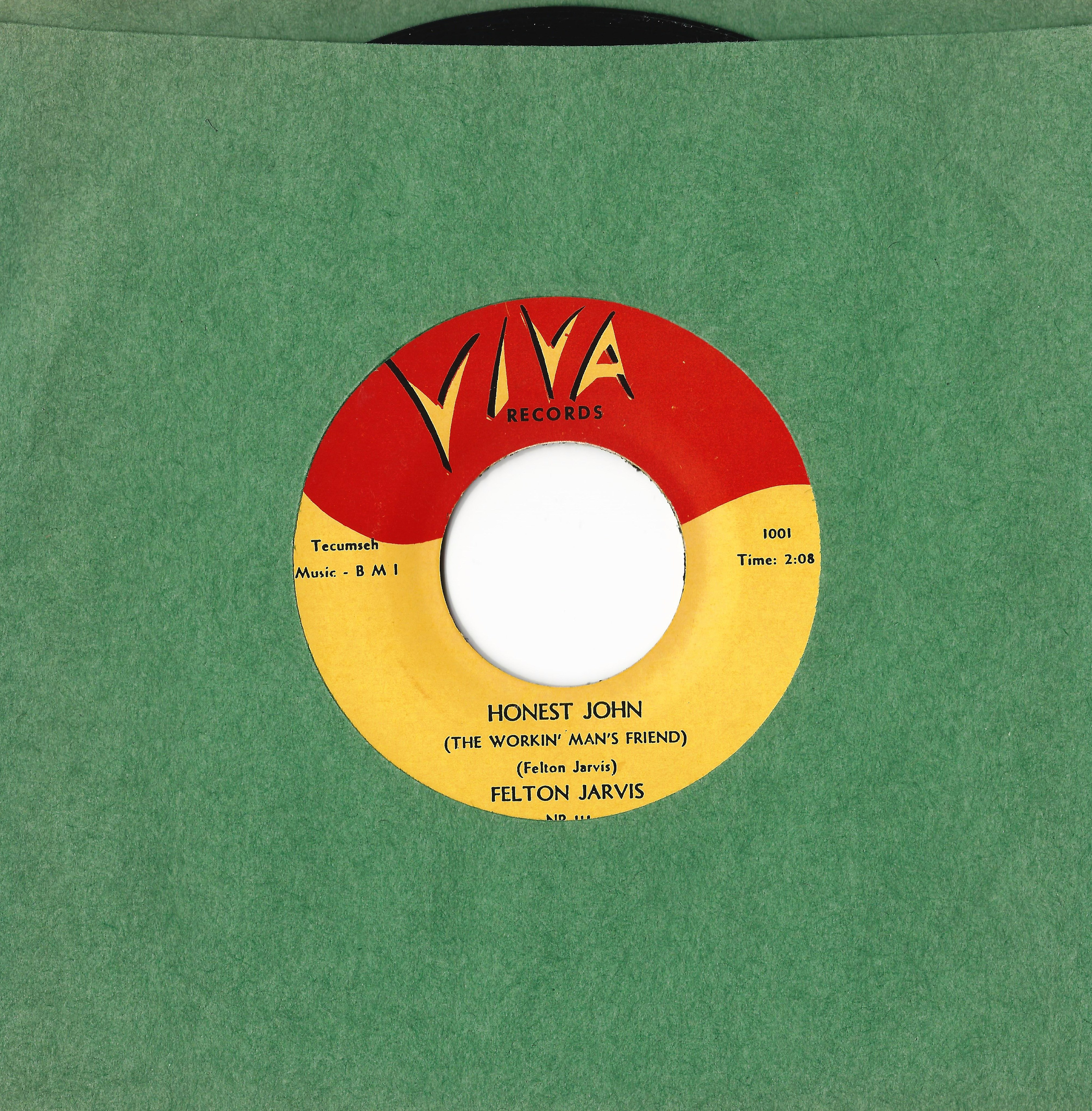
Honest John (The Workin’ Man’s Friend) / Don’t Knock Elvis (1959)

- Honest John (The Workin’ Man’s Friend) / Don’t Knock Elvis (1959) – auf dem Label Viva Records
- Swingin’ Cat / Honest John (The Working Man’s Friend) (1960) – auf dem Label Thunder Int. Columbia Miss
- Dimples / Little Wheel (1960) – auf dem Label Thunder Int. Columbia Miss
- Indian Love Call / Goin’ Down Town  (1961) – auf dem Label MGM
- Ski King / Be-I-Bye, ETC (1964) – auf dem Label ABC-Paramount
- Too Many Tigers / Knickle Knuckle (1965) – auf dem Label ABC-Paramount